# Brezje (ort i Kroatien)
Brezje är en ort i Kroatien.   Den ligger i länet Međimurje, i den norra delen av landet, 70 km norr om huvudstaden Zagreb. Brezje ligger 192 meter över havet och antalet invånare är 1 031.
Terrängen runt Brezje är platt. Runt Brezje är det ganska tätbefolkat, med 67 invånare per kvadratkilometer. Närmaste större samhälle är Varaždin, 13,3 km söder om Brezje. Trakten runt Brezje består till största delen av jordbruksmark.